# Pedioscopus unimaculatus
Pedioscopus unimaculatus är en insektsart som beskrevs av Melichar 1903. Pedioscopus unimaculatus ingår i släktet Pedioscopus och familjen dvärgstritar. Inga underarter finns listade i Catalogue of Life.